# Caecidotea tomalensis
Caecidotea tomalensis är en kräftdjursart som först beskrevs av Harford 1877.  Caecidotea tomalensis ingår i släktet Caecidotea och familjen sötvattensgråsuggor. Inga underarter finns listade i Catalogue of Life.